# Kazuhiko Takemoto
Kazuhiko Takemoto (竹本 一彦, Takemoto Kazuhiko, Aichi, 22 november 1955) is een Japans voetbaltrainer.

## Carrière
In 1980 startte Takemoto zijn trainerscarrière bij zijn Yomiuri. Tussen 1986 en 1996 trainde hij Yomiuri-Seiyu Beleza (de vrouwenvoetbalclub van Yomiuri). In 1999 werd hij bij Gamba Osaka assistent-trainer. In oktober 2001 nam hij het roer over van de opgestapte Hiroshi Hayano als trainer. In 2005 werd hij bij Kashiwa Reysol assistent-trainer, onder trainer Hayano. In december 2005 nam hij het roer over van de opgestapte Hayano als interim-trainer.